# Hermannia johnstonii
Hermannia johnstonii är en malvaväxtart som beskrevs av Arthur Wallis Exell och Mendonca. Hermannia johnstonii ingår i släktet Hermannia och familjen malvaväxter. Inga underarter finns listade i Catalogue of Life.